# غريس أندرسون
غريس أندرسون (بالإنجليزية: Grace Anderson)‏ هي دراجة نيوزيلندية، ولدت في 9 يوليو 1997.

## وصلات خارجية
- غريس أندرسون على موقع الاتحاد الدولي للدراجات (الإنجليزية)
- غريس أندرسون على موقع إحصائيات الدراجات الإحترافية (الإنجليزية)